# 华西小檗
华西小檗（学名：Berberis silva-taroucana）是小檗科小檗属的植物，为中国的特有植物。分布于中国大陆的甘肃、四川、福建、西藏、云南等地，生长于海拔1,600米至3,800米的地区，常生于河边、冷杉林下、山坡林缘、路边、林中、灌丛中以及沟谷，目前尚未由人工引种栽培。